# Adalaj
Adalaj (Gujarati અડાલજની) ist eine ca. 14.000 Einwohner zählende Kleinstadt nahe der Millionenstadt Ahmedabad im indischen Bundesstaat Gujarat. Die Stadt ist bekannt wegen eines imposanten Stufenbrunnens aus dem 15. Jahrhundert.

## Lage und Klima
Die Kleinstadt Adalaj liegt etwa 18 km (Fahrtstrecke) nördlich der Stadt Ahmedabad in einer Höhe von etwa 67 m; die Distriktshauptstadt Gandhinagar ist nur gut 9 km in nordöstlicher Richtung entfernt. Das Klima ist warm bis heiß; Regen (ca. 550–750 mm/Jahr) fällt fast nur in den sommerlichen Monsunmonaten.

## Bevölkerung
| Jahr      | 1991 | 2001  | 2011   |
| Einwohner | ??   | 9.776 | 11.957 |

Ca. 95 % der Einwohner sind Hindus; der Rest verteilt sich auf andere Religionen (Moslems, Jains, Sikhs, Jains, Buddhisten, Christen). Der Anteil der männlichen Bevölkerung liegt ca. 6 % über dem weiblichen, was – neben der in Indien häufiger praktizierten gezielten Abtreibung weiblicher Föten – auch an der hauptsächlichen Zuwanderung von männlichen Arbeitskräften liegt.

## Wirtschaft
Die Bewohner der Kleinstadt leben direkt oder indirekt von der Landwirtschaft. Seit den letzten Jahrzehnten 20. Jahrhunderts gewinnt der Tourismus an Bedeutung.

## Geschichte
Adalaj war ein Bauerndorf etwa 8 km westlich des Sabarmati-Flusses; die Bewohner früherer Zeiten waren im Wesentlichen auf das Flusswasser angewiesen. Im 15. Jahrhundert ließ angeblich eine Königin den Stufenbrunnen (vav) erbauen.

## Sehenswürdigkeiten
- Hauptattraktion der Stadt ist der Ende des 15. Jahrhunderts fertiggestellte Adalaj-Stufenbrunnen.

Umgebung
- Der etwa 3 km nordwestlich des Ortes gelegene Komplex des Trimandir Jain-Tempels (auch Trimurti-Tempel) ist ebenfalls von Bedeutung; der zentrale Einzeltempel ist dem Jain-Lehrer Swami Simandhar, die beiden seitlichen jedoch sind den Hindu-Göttern Shiva und Vishnu geweiht.[4]